# NGC 5986
NGC 5986 ist die Bezeichnung eines Kugelsternhaufens im Sternbild Wolf. NGC 5986 hat einen Durchmesser von 9,5' und eine scheinbare Helligkeit von 7,6 mag.
Das Objekt wurde am 10. Mai 1826 von James Dunlop entdeckt.